# Horom
Horom (in armeno Հոռոմ?) è un comune di 2 056 abitanti (2008) della provincia di Shirak in Armenia.